# Mesquita Velha

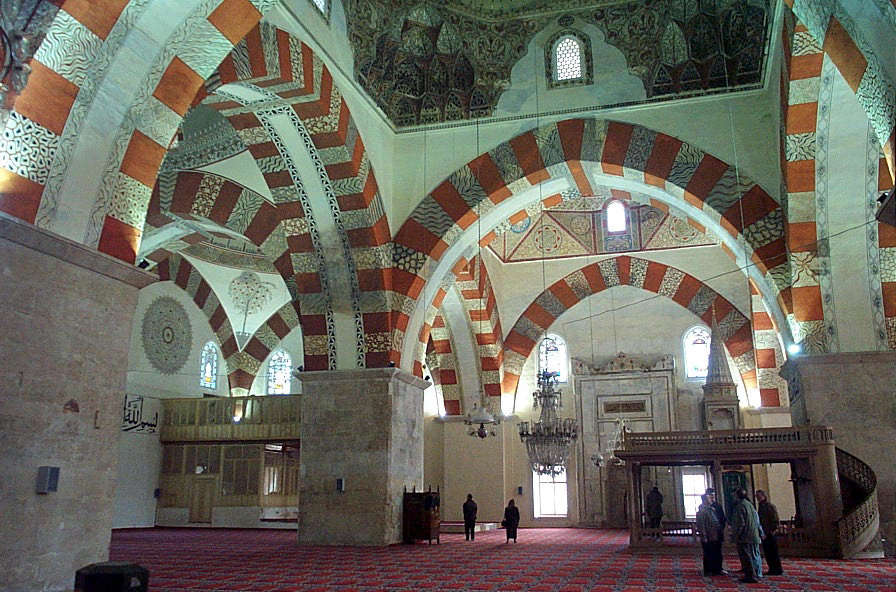
O interior da mesquita.

A Mesquita Velha (em turco: Eski Camii) é uma mesquita otomana situada na cidade de Edirne, na Turquia. Foi construída no início do século XV.

## História
Foi construída por ordem do emir Solimão, e concluída pelo seu irmão, o sultão Maomé I, o Cavalheiro. Está localizado no centro histórico da cidade, perto do mercado e de outras importantes mesquitas históricas, a Mesquita de Selim e a Mesquita Üç Şerefeli. A mesquita tinha originalmente um único minarete, o mais alto foi construído posteriormente por Murade II. No seu interior podem ser vistos grandes trabalhos artísticos de caligrafia. Ela possui nove cúpulas.